# Rottbitzetunnel

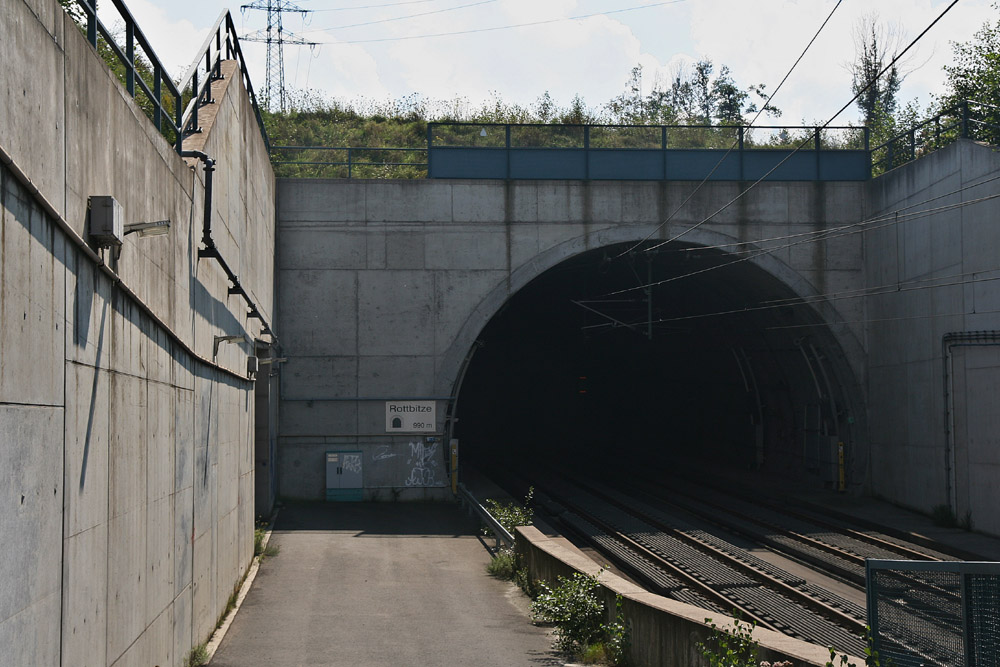
Das Nordportal, ebenfalls mit Rettungszufahrt

Der Rottbitzetunnel (auch Tunnel Rottbitze) ist ein 990 m langer Eisenbahntunnel der Schnellfahrstrecke Köln–Rhein/Main. Er unterquert dabei, im südlichen Bereich, die Ortschaft Rottbitze (ein Gewerbegebiet) des Stadtbezirks Aegidienberg der Stadt Bad Honnef und trägt daher seinen Namen.
Die Röhre nimmt zwei Gleise auf Fester Fahrbahn auf, die planmäßig mit 300 km/h befahren werden können.

## Lage und Verlauf
Das Nordportal liegt beim Strecken-Km 44,5 und das Südportal bei 45,5.
Die Trasse verläuft im Tunnel in südöstlicher Richtung. Die Gradiente steigt dabei zum Südportal hin durchgehend an, ihre Steigung flacht dabei ab. In seinem Verlauf unterfährt das Bauwerk die Anschlussstelle Bad Honnef/Linz der Bundesautobahn 3 bei einer Überdeckung von rund fünf Metern. Bei einer Überdeckung von etwa 14 m wird auch ein Hotel unterquert.
Etwa 200 Meter nordwestlich des Tunnels (50° 39′ 19″ N, 7° 19′ 25″ O) wurde das Unterwerk Orscheid – eines von sechs Unterwerken der Strecke – errichtet.

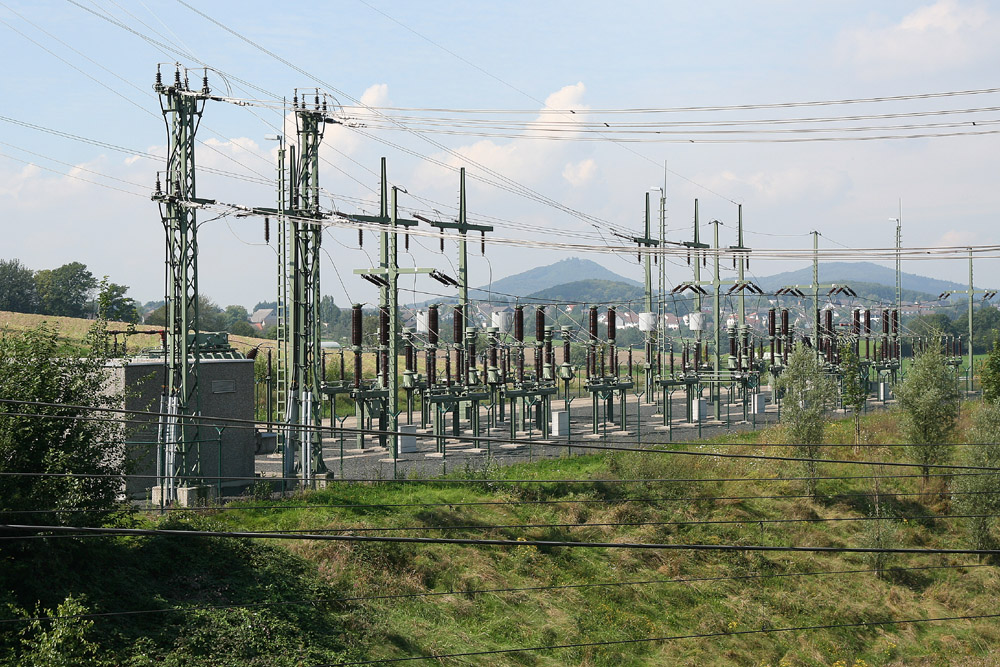
Das Unterwerk Orscheid

An das Nordportal schließt sich ein 120 m langer Trog an. Südlich des Tunnels verläuft die Neubaustrecke zunächst in einem 200 m langen Trogbauwerk, anschließend in einem Einschnitt und erreicht dann die Landesgrenze zwischen Nordrhein-Westfalen und Rheinland-Pfalz.
Der Tunnel ist, neben dem Ittenbachtunnel und dem Aegidienbergtunnel, einer von drei Tunneln, in dem die Strecke auf einer Länge von rund 14 km das Siebengebirge passiert.

## Geschichte

### Planung
Der Planungsstand von Anfang 1992 sah keinen längeren Tunnel im Bereich von Rottbitze vor. Ende 1995 lag die geplante Länge des Bauwerks bei 740 m.
Zwischen etwa Ende 1997 und Mitte 1999 lag die geplante Länge bei 820 m.
Das Bauwerk lag im nordrhein-westfälischen Planungsabschnitt 3 der Neubaustrecke.

### Bau
Der Tunnel wurde am 15. Juni 1999 offiziell angeschlagen. Die Tunnelpatin Ilse Möller, Ehefrau des damaligen Landrats Franz Möller, hob dabei mit einem Bagger das erste Stück der Kalotte aus.
Angesichts der geringen Überdeckungen und der darüber liegenden Bebauung kamen verschiedene Vortriebskonzepte zum Einsatz. So wurde zur Sicherung des Vortriebs unterhalb der Anschlussstelle ein Rohrschirm errichtet, bei der Unterfahrung von Rottbitzer Straße und des Hotels erfolgte die Herstellung der Kalotte in zwei Stufen (erst 60, dann 40 Prozent der Gesamtfläche).
Von 990 m Gesamtlänge wurden 709 m in bergmännischer Bauweise erstellt.
Insgesamt wurden 106.500 m³ ausgebrochen, 17.200 m³ Spritzbeton sowie 17.600 m³ Konstruktionsbeton für den Bau aufgewendet.

### Betrieb
Ab 2006 wurden südlich des Rottbitzetunnels betonierte Lärmschutzwände erprobt, die ab 2008 sukzessive die zuvor bestehenden Aluminiumwände ersetzen.